# Åstfjorden
Åstfjorden er en fjordarm af Hemnefjorden i Snillfjord kommune i Trøndelag fylke i Norge. Fjorden har indløb mellem Tynsøya i nord og Krombukta i syd og går 14 kilometer mod øst til Åstsjøen i bunden af fjorden.
Lidt inde i fjorden ligger gårdene Vågan og Stolpnes. Øst for Stolpnes snor Bustlivågen sig 6,5 kilometer mod nord til Nyheim. Længere inde i fjorden ligger bebyggelsen  Mjønes på nordsiden. Inderst breder fjorden sig noget ud, og her  ligger øen  Storøya. Området syd for Storøya bliver kaldt Sagfjorden, og  har en længde på 1,8 kilometer. Inderst i fjorden ligger gården Åstsjøen. 
Fylkesvej 714 går langs de indre dele af fjorden og på nordsiden ud til Mjønes før den svinger mod nord. Langs hele sydsiden af fjorden går fylkesvej 305. En bro, Åstfjordbroen, ventes åbnet over fjorden for Fv 714 i efteråret 2020.